# 王興文
王興文（？—？），江蘇松江府華亭縣人，清朝政治人物。

## 生平
乾隆四十一年（1776年）任四川順慶府通判。